# DistroWatch
DistroWatch是一個包含了各種Linux发行版及其他自由/开放源代码的類Unix操作系统（如OpenSolaris、MINIX及BSD等）的新聞、人氣排名、以及其他一般資訊等的網站。它包含了數百種發行版的資訊。它最初在2001年5月31日發佈，並由Ladislav Bodnar維護。
這個網頁包含了很多不同發行版的軟體套裝及版本的細節比較表。也包含了一些基本特徵如價格及支援的處理器架構等。其也有DistroWatch週刊（Distrowatch weekly，常縮寫為DWW），每週一出刊“細數一週來在發行版世界發生的所有大小事” 。截至2008年11月17日，5年半，278期後，Ladislav決定卸下DWW編輯的位置。Ladislav表示他將會繼續“釋出最新的新聞並保持所有發行版頁面為最新的狀態”，而DWW將會由Chris Smart接手編寫。
Distrowatch有一個每月捐助計畫，DistroWatch及兩個線上商店販賣低成本的Linux、BSD及其他開放原始碼軟體的CD及DVD。截至2010年6月7日，DistroWatch總共捐出了24,478美元給許多不同的開放原始碼軟體專案（自2004年3月起）。

## 準確性

### 點擊計數器的準確度
Bodnar寫道“我相信那些統計數字還是有點真實性的，但老實說，它們真的並不代表一切，不應該太認真的對待”及“並不是市場佔有率或品質的指標...”。
PCWorld寫道“DistroWatch的頁面點擊數的確是部份發行版感興趣的東西，但不能以此代表真正使用或整體偏好的狀況”。
Muktware寫道“DistroWatch並不是‘有多少使用者’的指標，但的確可以用來觀查使用者正在找什麼”。

## 外部連結
- DistroWatch.com
- 發行版“人氣”（页面存档备份，存于）